# Тристаннид пентациркония
Тристаннид пентациркония — бинарное интерметаллическое неорганическое соединение
циркония и олова
с формулой Zr5Sn3,
кристаллы.

## Получение
- Сплавление стехиометрических количеств чистых веществ:

{\displaystyle {\mathsf {5Zr+3Sn\ {\xrightarrow {1988^{o}C}}\ Zr_{5}Sn_{3}}}}

## Физические свойства
Тристаннид пентациркония образует кристаллы
гексагональной сингонии,
пространственная группа P 63/mcm,
параметры ячейки a = 0,8461 нм, c = 0,5795 нм, Z = 2,
структура типа трисилицида пентамарганца Mn5Si3
.
Соединение конгруэнтно плавится при температуре 1988°C .